# Jérôme Bellefin
Jérôme Bellefin, né le 27 décembre 1764 à Crémieu fils de Laurent Bellefin, marchand échevin de Crémieu et de Claudine Suzanne Plantier, et mort le 3 août 1835 à Montivilliers, est un chirurgien français qui participa à l'expédition vers les Terres australes que conduisit Nicolas Baudin au départ du Havre à compter du 19 octobre 1800. Installé à bord du Naturaliste, il atteignit la Nouvelle-Hollande (Australie) et Port Jackson, où il prit part à l'une des premières cérémonies de la franc-maçonnerie sur l'île-continent en 1802. 

## Son voyage

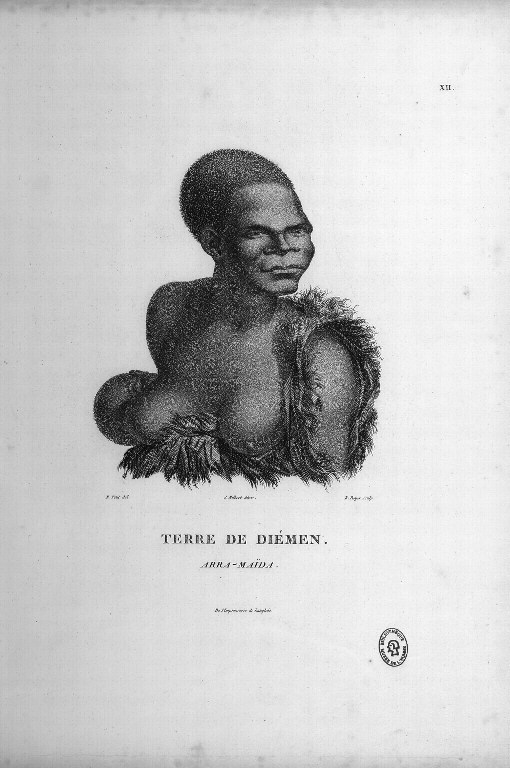
Arra-Maïda, une aborigène de Tasmanie que Bellefin rencontra sur l'île Bruny et qu'il parvint à faire chanter.

D'après le Voyage dans les quatre principales îles des mers d'Afrique publié en 1804 par Jean-Baptiste Bory de Saint-Vincent, qui écrit son nom Belfin, il était au départ de l'expédition l'un des quinze membres de l'état-major à bord du Naturaliste.
Durant l'escale que fit ce voyage d'exploration scientifique à Tenerife fin 1800, il se rendit jusqu'à L'Orotave pour examiner un malade et fut séduit par ce lieu, dont il fit l'éloge à Bory de Saint-Vincent, qui ne put jamais le visiter. Plusieurs mois plus tard, alors que l'expédition relâchait à l'île de France en mars-avril 1801, il examina ce dernier à sa demande et fut alarmé par sa santé. Il lui fit un billet d'hôpital qui permit au naturaliste de se présenter à l'hospice de marine.

## Sa postérité
Pointe d'une péninsule s'enfonçant dans la baie Shark, le cap Bellefin, en Australie-Occidentale, a été nommé en son honneur.